# Secret Mission
Pour le jeu vidéo de 1979, voir Secret Mission (jeu vidéo, 1979).
Secret Mission est un jeu vidéo d'aventure développé par Microïds et édité par Philips Média France, sorti en 1996 sur DOS et CD-i.

## Accueil
- PC Team : 84 %[1]